# Piedraia quintanilhae
Piedraia quintanilhae är en svampart som beskrevs av Uden, Barros-Mach. & Cast.-Branco 1963. Piedraia quintanilhae ingår i släktet Piedraia och familjen Piedraiaceae.   Inga underarter finns listade i Catalogue of Life.